# Базильо
Базильо (итал. Basiglio) — коммуна в Италии, в провинции Милан области Ломбардия.
Население составляет 8444 человека (на 2004 г.), плотность населения составляет 1031 чел./км². Занимает площадь 8 км². Почтовый индекс — 20080/20089. Телефонный код — 02.
Покровительницей коммуны почитается святая Агата, празднование 5 февраля.